# آتش‌سوزی‌های ژانویه ۲۰۲۵ جنگل‌های کالیفرنیای جنوبی
آتش‌سوزی ۲۰۲۵ جنگل‌های کالیفرنیای جنوبی مجموعه‌ای از آتش‌سوزی‌های جنگلی بود که از ۷ تا ۳۱ ژانویه ۲۰۲۵، کلان‌شهر لس آنجلس و مناطق اطراف آن را تحت تأثیر قرار داد. آتش‌سوزی‌ها که شامل آتش‌سوزی پلسیدس، آتش‌سوزی ایتون، آتش‌سوزی هرست و آتش‌سوزی سان‌ست بود، توسط رطوبت بسیار کم، شرایط خشک، و بادهای سانتا آنا که در برخی مکان‌ها از ۸۰–۱۰۰ مایل بر ساعت (۱۳۰–۱۶۰ کیلومتر بر ساعت) فراتر رفت، تشدید شدند. تا ۱۳ ژانویه، آتش‌سوزی‌های جنگلی منجر به کشته‌شدن دست کم ۲۵ نفر، تخریب یا آسیب رساندن به بیش از ۱۲٬۴۰۱ سازه و آواره شدن ۱۸۰٬۰۰۰ نفر شد. بیشتر خسارت‌ها توسط دو آتش‌سوزی گسترده پلسیدس واقع در پسیفیک پلسیدس و آتش‌سوزی ایتون واقع در منطقه التادنا وارد شده است. به گفته وزارت جنگل‌داری و ایمنی در برابر آتش کالیفرنیا، این دو آتش‌سوزی به ترتیب دومین و چهارمین آتش‌سوزی مخرب در تاریخ ایالت کالیفرنیا هستند.

## علت آتش‌سوزی

### هواشناسی
این رویدادها با بادهای سانتا آنا با شدت استثنایی همراه بودند که سرعت تندبادهای پیش‌بینی‌شده آن‌ها به ۵۰ تا ۸۰ مایل بر ساعت (۸۰ تا ۱۳۰ کیلومتر بر ساعت؛ ۲۲ تا ۳۶ متر بر ثانیه) می‌رسید. در نواحی پرجمعیت شهرستان‌های لس‌آنجلس و ونچورا، از جمله دره سن گابریل و حوضه لس‌آنجلس که در رویدادهای بادهای قبلی به دلیل ارتفاعات پایین‌تر محافظت شده بودند، نیز این شرایط مشاهده شد. پیش‌بینی می‌شد که مناطق مرتفع‌تر شرایط شدیدتری را تجربه کنند، با سرعت باد بین ۸۰ تا ۱۰۰ مایل بر ساعت (۱۳۰ تا ۱۶۰ کیلومتر بر ساعت؛ ۳۶ تا ۴۵ متر بر ثانیه). این بادها قوی‌تر از یک رویداد معمولی سانتا آنا بودند، زیرا سرعت باد در جو افزایش یافته بود. هنگامی که جریان جت از رشته کوه‌های جنوب کالیفرنیا از شمال به جنوب عبور می‌کرد، امواج کوهستانی شکل گرفتند و با نزول هوا به حوضه لس‌آنجلس و دیگر مناطق پست مجاور، سرعت باد را بیشتر کردند.
پوشش گیاهی خشک شرایط خطرناک را تشدید کرد، به طوری که بسیاری از مناطق کالیفرنیای جنوبی با خشکسالی شدید، خشک‌ترین شروع فصل بارانی در تاریخ، و همچنین خشک‌ترین دوره ۹ ماهه ثبت شده قبل از شروع رویدادهای باد و آتش‌سوزی‌های بعدی مواجه شدند. تغییرات اقلیمی در این منطقه، هم دما را افزایش داده و هم باعث ایجاد نوسان در سطح بارندگی شده است؛ به‌گونه‌ای که دوره‌های خشکسالی با بارندگی‌های شدید متناوب همراه هستند. این شرایط باعث رشد ناگهانی پوشش گیاهی مانند چمن‌ها، درختچه‌ها و درختان می‌شود که پس از خشک شدن، به‌عنوان سوخت مستعد آتش‌سوزی باقی می‌مانند.
دفتر خدمات هواشناسی ملی لس‌آنجلس طوفان باد را به‌طور بالقوه «تهدیدکننده زندگی» توصیف کرد و پیش‌بینی کرد که از بعد از ظهر ۷ ژانویه، بادها «به سطوح خطرناک شتاب می‌گیرند»، و تا اوایل ۸ ژانویه برای کالیفرنیای جنوبی ادامه خواهند داشت. خدمات هواشناسی ملی ایالات متحده آمریکا (NWS) هشدار داد که این بادهای «مخرب» احتمالاً موجب قطعی گسترده برق و سقوط درختان خواهد شد. همچنین، این سازمان پیش‌بینی کرد که این «مخرب‌ترین طوفان بادی است که از سال ۲۰۱۱ تاکنون دیده شده است».
NWS همچنین بالاترین سطح هشدار پرچم قرمز خود را با وضعیت بسیار خطرناک برای شهرستان‌های لس‌آنجلس و ونتورا صادر کرد که نشان دهنده خطر آتش‌سوزی شدید است. این هشدار به‌طور خاص بر احتمال گسترش سریع آتش و رفتار شدید آن به دلیل ترکیب بادهای قوی و سطوح پایین رطوبت تأکید داشت. جنوب کالیفرنیا از اواخر تابستان ۲۰۲۴ خشکی فزاینده‌ای را تجربه کرده بود، زیرا سیستم‌های طوفانی عمدتاً شمال غرب اقیانوس آرام را تحت تأثیر قرار داده‌بودند. تا اواخر دسامبر ۲۰۲۴، بیشتر مناطق لس‌آنجلس وارد وضعیت خشکسالی متوسط شده بودند که به دلیل خشک شدن پوشش گیاهی در فصل مرطوب منطقه، آسیب‌پذیری آن را در برابر آتش‌سوزی به‌شدت افزایش داده بود.
تا صبح ۷ ژانویه، بادسنج در مسیر کامیون Magic Mountain در سانتا کلاریتا سرعت باد را ۸۴ مایل بر ساعت (۱۳۵ کیلومتر بر ساعت؛ ۳۸ متر بر ثانیه) گزارش کرد. کانیون اسکوندیدو ۶۲ مایل بر ساعت (۱۰۰ کیلومتر بر ساعت؛ ۲۸ متر بر ثانیه) را گزارش کرد و فرودگاه ون نایس نیز، ۵۵ مایل بر ساعت (۸۹ کیلومتر بر ساعت؛ ۲۵ متر بر ثانیه). این داده‌ها بر اساس گزارش سرویس ملی هواشناسی (NWS) ارائه شده است. NWS در ساعت ۶:۱۹ بعدازظهر به وقت منطقه زمانی اقیانوس آرام گزارش داد که این طوفان باد می‌تواند به قوی‌ترین رویداد بادی جنوب کالیفرنیا، به‌ویژه در دره‌های آن، در سال ۲۰۲۵ تبدیل شود.
در ۲ ژانویه، مرکز ملی آتش‌نشانی بین سازمانی هشدار داد که شرایط در جنوب کالیفرنیا «پتانسیل آتش‌سوزی قابل توجه بالاتر از حد معمولی» را تقویت می‌کند. دفاتر خدمات ملی آب و هوای محلی در پیش‌بینی‌های منتشر شده در همان تاریخ دربارهٔ پتانسیل این رویداد خاص بحث می‌کردند.

## آماده‌سازی
در دسامبر ۲۰۲۴، کریستین کراولی، رئیس سازمان آتش‌نشانی لس‌آنجلس هشدار داد که کاهش بودجه ۱۷٫۶ میلیونی دلار که توسط شهردار بس تصویب شده بود، قابلیت‌های واکنش اضطراری بخش را نیز کاهش داده بود. باب بلومنفیلد، عضو شورای لس‌آنجلس، با این حال، اظهار داشت که بودجه آتش‌سوزی شهر در مقایسه با چرخه بودجه قبلی بیش از ۵۰ میلیون دلار سال به سال افزایش یافته است. بودجه اضافی برای این بخش در یک صندوق جداگانه کنار گذاشته شده بود تا اینکه قرارداد جدید با آتش‌نشانی در نوامبر ۲۰۲۴ نهایی شد.
در ۶ ژانویه، گوین نیوسام، فرماندار کالیفرنیا، اظهار داشت که ۶۵ ماشین آتش‌نشانی، هفت بالگرد، هفت مناقصه آب و ۱۰۹ کارگر را برای مبارزه با آتش‌سوزی‌هایی که به وقوع می‌پیوندد، اعزام خواهد کرد. کارن بس، شهردار لس‌آنجلس به ساکنان هشدار داد که از قطع شدن خطوط برق در اثر باد اجتناب کنند و بر خطر تبدیل شدن طوفان بادی به یکی از مهم‌ترین طوفان‌های بیش از یک دهه اخیر تأکید کرد. بس برای مراسم تحلیف جان ماهاما رئیس‌جمهور غنا خارج از کشور بود. مارکیس هریس داوسون، رئیس شورا، به عنوان سرپرست شهرداری این رویداد را به عهده گرفت.
سادرن کلیفرنیا ادیسن، تامین‌کننده اصلی برق منطقه، پیش‌بینی کرد که قطعی برق ممکن است بر ۴۰۰٬۰۰۰ مورد از ۵ مورد آن تأثیر بگذارد. میلیون مشتری، و پیشنهاد قطع برق به منظور جلوگیری از شروع آتش‌سوزی به دلیل تجهیزات معیوب. San Diego Gas & Electric همچنین اعلام کرد که قبل از شروع آب و هوای شدید برق را قطع خواهد کرد.
اتحادیه مدارس سانتا مونیکا-ملیبو اعلام کرد که تمام مدارس خود در ملیبو را برای ۷ ژانویه تعطیل خواهد کرد. «به دلیل بدتر شدن شرایط آب و هوایی و نگرانی‌های ایمنی.» اتحادیه مدارس لس آنجلس اعلام کرد که به‌طور موقت چندین مدرسه پسیفیک پلسیدس را جابجا می‌کند و فعالیت‌های خارج از منزل را برای محافظت در برابر باد محدود می‌کند. بخش‌هایی از بزرگراه ساحلی اقیانوس آرام به دلیل خطر وزش باد شدید و ایجاد خطر برای ترافیک بسته شد.
پیش از آتش‌سوزی‌های احتمالی، تمام ۱۱۴ مخزن زیرساخت آب لس‌آنجلس پر شدند.
مرکز ملی آتش‌نشانی سطح آمادگی ملی را به ۲ افزایش داد و امکان استفاده ضروری از دارایی‌های فدرال را فراهم کرد.

## پیشروی
همان‌طور که بادها در ۷ ژانویه شروع به وزیدن کردند شهر لس‌آنجلس به دلیل شدت گرفتن بادها وضعیت اضطراری اعلام کرد. منطقه مدیریت کیفیت هوای ساحل جنوبی هشدار طوفان گرد و غبار را برای چندین شهرستان در جنوب کالیفرنیا صادر کرد و هشدار داد که بادهای تند می‌تواند گرد و غبار و خاک را به هوا ببرد و امکان استنشاق آن را فراهم کند.
کنفرانس خبری که توسط جو بایدن، رئیس‌جمهور ایالات متحده در دره کواچلا برای امضای اعلامیه‌های یادبود ملی چاک والا و بنای یادبود ملی کوهستانی ساتیتلا برگزار شد، به دلیل بادهای بیش از حد لغو شد. ده‌ها درخت در سرتاسر دره سان گابریل از جمله در پاسادنا سقوط کردند.
در ظهر، این رویداد بیش از ۲۰۰۰۰ مشتری را بدون برق گذاشت. برای سومین بار در سه ماه، ادیسون کالیفرنیای جنوبی برق مناطق مختلف را قطع کرد تا احتمال شعله‌ور شدن آتش‌سوزی‌های اضافی توسط تجهیزات الکتریکی کاهش یابد. این اقدامات پیشگیرانه هزاران نفر را بدون برق رها کرد.
به دلیل شدت وزش باد، چندین پرواز به تأخیر افتاد و به خلبانان هشدار داده شد که نزدیک به زمین پرواز نکنند. اداره هوانوردی فدرال دستور توقف موقت فعالیت‌های زمینی در فرودگاه هالیوود بربنک را به دنبال وزش باد شدید که مجبور به دور زدن‌های متعدد شد، صادر کرد. خطوط هوایی ساوت وست چندین پرواز را به دلیل وزش باد شدید در فرودگاه‌های انتاریو و بربنک منحرف یا لغو کرد.

## فهرست آتش‌سوزی‌ها
| نام                 | شهرستان                                    | هکتار  | تاریخ شروع | تاریخ مهار    | ساختمان‌های تخریب‌شده | یادداشت‌ها | منابع                |
| ------------------- | ------------------------------------------ | ------ | ---------- | ------------- | ------------------- | --- | -------------------- |
| ریورساید            | شهرستان سن برناردینو، کالیفرنیا            | ۱      | ۷ ژانویه   | ۷ ژانویه      | «چندین»             | چند اقامتگاه موقت و چندین وسیله نقلیه را سوزاند.                                                             | [ ۲۷ ] [ ۲۸ ]        |
| سانست               | شهرستان لس آنجلس                           | ۱٫۵    | ۷ ژانویه   | ۷ ژانویه      | هیچ                 | تهدید به تخریب سازه‌ها. جدا از آتش‌سوزی در هالیوود هیلز که در ۸ ژانویه آغاز شد و همچنین Sunset Fire نامیده شد. | [ ۲۹ ]               |
| آتش‌سوزی ۲۰۲۵ پلسیدس | شهرستان لس آنجلس                           | ۱۹٬۹۷۸ | ۷ ژانویه   | 11% contained | ۵٬۳۰۰               | تخلیه اجباری؛ تخریب خانه‌ها در پسیفیک پلسیدس، لس آنجلس، شمال‌غربی سانتا مونیکا، کالیفرنیا.                     | [ ۳۱ ] [ ۳۲ ] [ ۳۳ ] |
| گلچ                 | شهرستان لس آنجلس                           | ۱      | ۷ ژانویه   | ۷ ژانویه      | نامشخص              | آتش کوچک در سانتا کلاریتا، کالیفرنیا                                                                         | [ ۳۴ ]               |
| کینگ                | شهرستان لس آنجلس                           | ۱      | ۷ ژانویه   | ۷ ژانویه      | هیچ                 | Multiple fires started in لادرا هایتس، کالیفرنیا.                                                            | [ ۳۵ ]               |
| ایتون               | شهرستان لس آنجلس                           | ۱۳٬۶۹۰ | ۷ ژانویه   | 27% contained | 4,000               | تخلیه اجباری، destroying structures in التادنا، کالیفرنیا and پاسادنا، کالیفرنیا.                            | [ ۳۷ ]               |
| هانتینگتون          | شهرستان لس آنجلس                           | ۲      | ۷ ژانویه   | ۷ ژانویه      | هیچ                 | آتش کوچک در دوآرته، کالیفرنیا.                                                                               | [ ۳۸ ]               |
| برت                 | شهرستان لس آنجلس                           | ۳      | ۷ ژانویه   | ۷ ژانویه      | دست کم ۱۰           | Possibly involved structures, spotting through neighborhoods in پاسادنا، کالیفرنیا.                          | [ ۳۹ ]               |
| هرست                | شهرستان لس آنجلس                           | ۸۵۰    | ۷ ژانویه   | 89% contained | نامشخص              | Evacuations forced. Possibly destroying homes in Sylmar.                                                     | [ ۴۰ ]               |
| تایلر               | شهرستان ریورساید، کالیفرنیا                | ۱۵     | ۸ ژانویه   | ۸ ژانویه      | ۲                   | آتش کوچک شمال کوچلا، کالیفرنیا.                                                                              | [ ۴۱ ] [ ۴۲ ]        |
| اسکات               | شهرستان ریورساید، کالیفرنیا                | ۱۲     | ۸ ژانویه   | ۸ ژانویه      | نامشخص              | Fire west of انزا، کالیفرنیا                                                                                 | [ ۴۳ ]               |
| وودلی               | شهرستان لس آنجلس                           | ۳۰     | ۸ ژانویه   | ۸ ژانویه      | هیچ                 | Fire in the Sepulveda Wildlife Reserve in ون نایز، لس آنجلس                                                  | [ ۴۴ ]               |
| اولیواس             | شهرستان ونچورا، کالیفرنیا                  | ۱۱     | ۸ ژانویه   | ۸ ژانویه      | دست کم 3            | In and around Santa Clara River in ونچورا، کالیفرنیا                                                         | [ ۴۶ ] [ ۴۷ ]        |
| لیدیا               | شهرستان لس آنجلس                           | ۳۴۸    | ۸ ژانویه   | ۱۱ ژانویه     | ۱٬۰۰۰               | Fire south of اکتون، کالیفرنیا                                                                               | [ ۴۹ ]               |
| کانتو               | شهرستان ریورساید، کالیفرنیا                | ۱      | ۹ ژانویه   | ۹ ژانویه      | نامشخص              | آتش کوچک در ایست ویل، کالیفرنیا                                                                              | [ ۵۰ ]               |
| سانست               | شهرستان لس آنجلس                           | ۴۳     | ۸ ژانویه   | ۹ ژانویه      | "Several"           | تخلیه اجباری، fire began in هالیوود هیلز.                                                                    | [ ۵۱ ]               |
| Sunswept            | شهرستان لس آنجلس                           | ۰٫۵    | ۸ ژانویه   | ۸ ژانویه      | دست کم 1            | Small vegetation fire with structures involved in استودیو سیتی، لس آنجلس.                                    | [ ۵۳ ] [ ۵۴ ] [ ۵۵ ] |
| تفت                 | شهرستان اورنج، کالیفرنیا                   | ۱      | ۸ ژانویه   | ۸ ژانویه      | دست کم 4            | آتش کوچک در آناهایم، کالیفرنیا                                                                               | [ ۵۰ ]               |
| Creek               | شهرستان لس آنجلس                           | ۳      | ۹ ژانویه   | ۹ ژانویه      | هیچ                 | آتش کوچک در Big Tujunga Creek                                                                                | [ ۵۷ ]               |
| کنت                 | شهرستان لس آنجلس/شهرستان ونچورا، کالیفرنیا | ۹۶۰    | ۹ ژانویه   | ۱۲ ژانویه     | نامشخص              | تخلیه اجباری، آغاز آتش‌سوزی در غرب وست هیلز، لس آنجلس                                                         | [ ۵۸ ] [ ۵۹ ]        |
| کاگف                | شهرستان لس آنجلس                           | ۴      | ۹ ژانویه   | ۱۰ ژانویه     | نامشخص              | تخلیه اجباری، آغاز آتش‌سوزی در غرب وودلند هیلز، لس آنجلس                                                      | [ ۶۰ ]               |
| گرانادا             | شهرستان لس آنجلس                           | ۲      | ۱۱ ژانویه  | ۱۰ ژانویه     | هیچ                 | آتش کوچک در گرانادا هیلز، لس آنجلس                                                                           | [ ۶۱ ]               |

## آتش‌سوزی پلسیدس

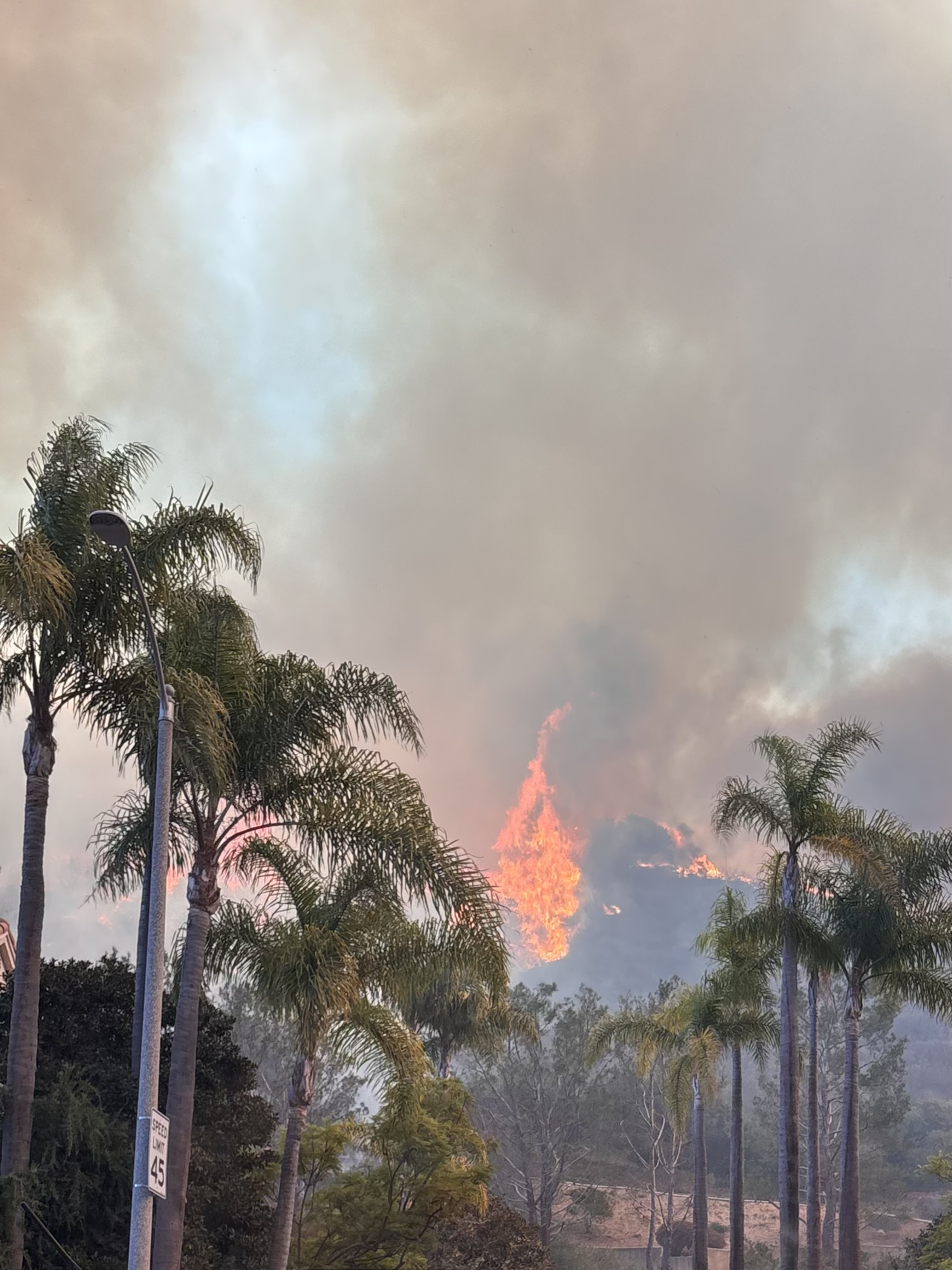
آتش‌سوزی در پسیفیک پلسیدس

آتش‌سوزی قابل توجهی به نام آتش‌سوزی پلسیدس در نزدیکی محله پسیفیک پلسیدسدر لس‌آنجلس شعله‌ور شد و به سرعت گسترش یافت و ۵٬۰۰۰ جریب فرنگی (۲٬۰۰۰ هکتار؛ ۷٫۸ مایل مربع؛ ۲۰ کیلومتر مربع) را فرا گرفت. . این آتش‌سوزی تخلیه اجباری در امتداد بخش‌هایی از بزرگراه ساحلی اقیانوس آرام و مناطق اطراف آن را ضروری کرد و مرکز تفریحی وست وود به عنوان یک پناهگاه اضطراری عمل می‌کرد. طبق گزارش‌ها، در ظهر روز، آتش‌سوزی با سرعتی برابر با «سه زمین فوتبال در دقیقه» در حال گسترش بود و آتش‌نشانان علی‌رغم وزش باد شدید تلاش کردند تا کار کنند. دستور تخلیه فوری برای ساکنان سانتا مونیکا ساکن شمال بلوار سن ویسنته صادر شد. ساعت ۱۲:۱۱ بعد از ظهر منطقه زمانی اقیانوس آرام در ۸ ژانویه در، شهر ملیبو از همه ساکنانی که قبلاً آنجا را ترک نکرده‌اند، خواست تا به دلیل مهار نشدن آتش، خود را برای تخلیه آماده کنند. دستور تخلیه برای محله لس‌آنجلس برنت‌وود داده شد. بقایای انسان در یک خانه ویران شده در ملیبو در جریان بازرسی بهزیستی پیدا شد. از ساعت ۱۱:۲۶ در ۹ ژانویه منطقه زمانی اقیانوس آرام هستم، آتش‌سوزی ۱۷٬۲۳۴ جریب فرنگی (۶٬۹۷۴ هکتار؛ ۲۶٫۹۲۸ مایل مربع؛ ۶۹٫۷۴ کیلومتر مربع).

## آتش‌سوزی ایتون

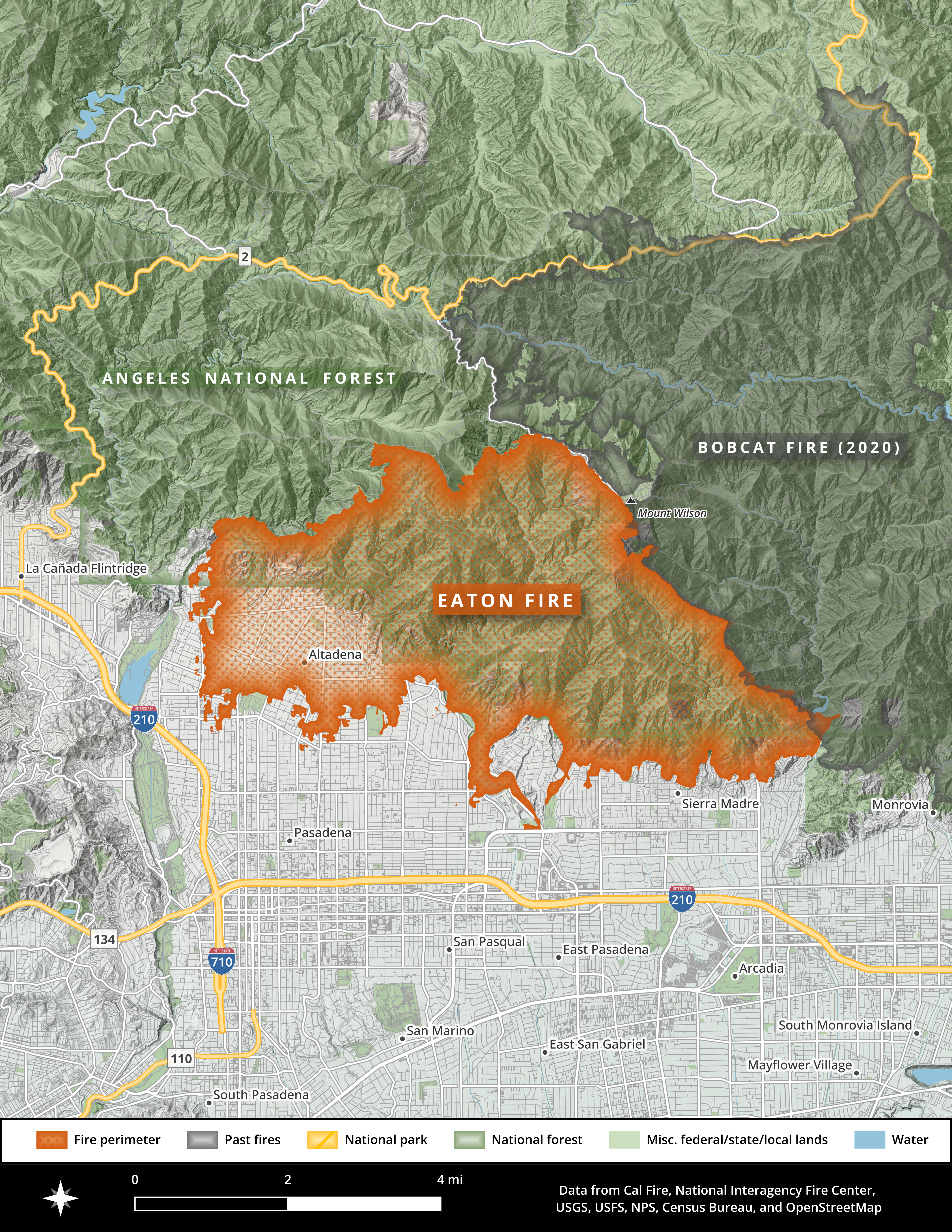
The area burned in the Eaton Fire as of January 9

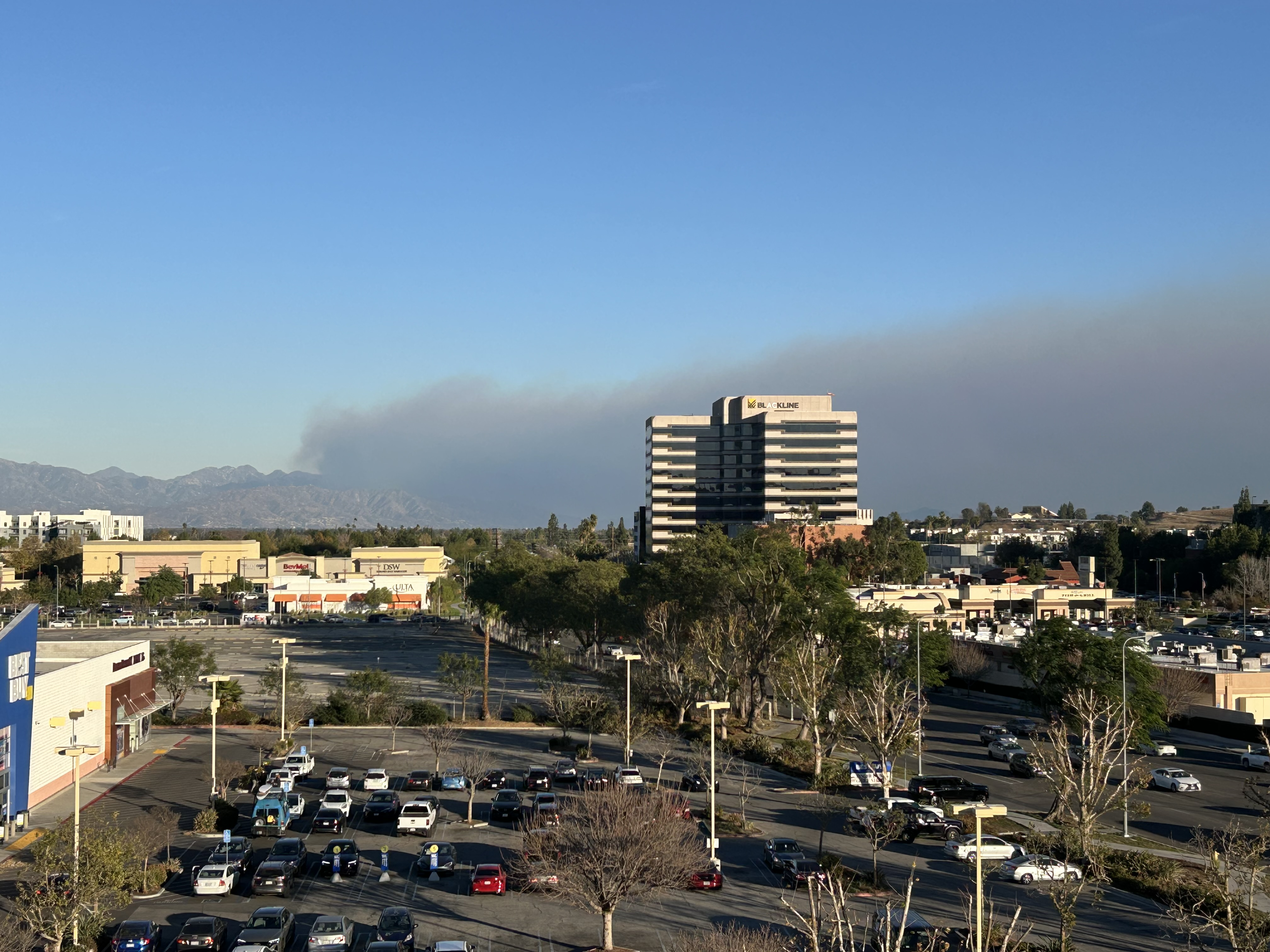
مشاهده آتش‌سوزی ایتون از وودلند هیلز، لس آنجلس

اندکی پس از ساعت ۶:۱۵ بعد از ظهر ۷ ژانویه منطقه زمانی اقیانوس آرام، آتش‌سوزی در ایتون کانیون در منطقه التادنا-پاسادنا، با نام آتش‌سوزی ایتون، برای اولین بار با مساحت ۲۰ جریب فرنگی (۸٫۱ هکتار؛ ۰٫۰۳۱ مایل مربع؛ ۰٫۰۸۱ کیلومتر مربع) گزارش شد. . تا ساعت ۷:۱۲ بعد از ظهر، آتش به حداقل ۲۰۰ جریب فرنگی (۸۱ هکتار؛ ۰٫۳۱ مایل مربع؛ ۰٫۸۱ کیلومتر مربع) با کاپیتان آتش‌نشانی شهرستان لس‌آنجلس شیلا کلیهر اظهار داشت که آتش به دلیل طوفان باد ادامه‌دار به سرعت رشد خواهد کرد. در عرض شش ساعت، آتش‌سوزی ایتون به ۱٬۰۰۰ جریب فرنگی (۴۰۰ هکتار؛ ۱٫۶ مایل مربع؛ ۴٫۰ کیلومتر مربع) افزایش یافت در اندازه. تراس‌ها در پارک مارینو ۹۵ شهروند سالخورده را تخلیه کردند، تصاویری که نشان می‌دهد بسیاری از آنها روی ویلچر نشسته و فقط لباس‌های مجلسی به تن دارند. تخلیه‌ها بعداً در پاسادنا و شمال سیرا مادره و آرکادیا گسترش یافت. مرکز پزشکی AltaMed و چندین اقامتگاه در هاستینگ رنچ «در شعله‌های آتش سوختند». تا ۱۰:۳۶ صبح ۸ ژانویه منطقه زمانی اقیانوس آرام، آتش به ۱۰٬۶۰۰ جریب فرنگی (۴٬۳۰۰ هکتار؛ ۱۶٫۶ مایل مربع؛ ۴۳ کیلومتر مربع) رسیده بود. در ظهر، آتش شروع به پیشروی به مناطق مسکونی پاسادنا کرد. به تمام لا کانیادا فلینتریج دستور تخلیه داده شد. پنج نفر در آتش‌سوزی جان باختند. در بعد از ظهر ۹ ژانویه، آتش‌سوزی ایتون شروع به نزدیک شدن به کوه ویلسون کرد. کوه ویلسون توسط یک رصدخانه که کارکنان آن قبلاً تخلیه شده بودند تاج گذاری می‌شود.

## آتش‌سوزی هرست
ساعت ۱۰:۱۰ بعد از ظهر ۷ ژانویه در منطقه زمانی اقیانوس آرام، سازمان آتش‌نشانی لس‌آنجلس گزارش داد که ۵۰ جریب فرنگی (۲۰ هکتار؛ ۰٫۰۷۸ مایل مربع؛ ۰٫۲۰ کیلومتر مربع) آتش‌سوزی در شمال سیلمار، که آتش هرست نامیده می‌شود، «نرخ گسترش سریع» داشت و دستور تخلیه فوری را برای تمام مناطق شمال آزادراه فوت هیل بین خیابان راکسفورد و آزادراه گلدن استیت - آزادراه آنتلوپ دره صادر کرد. در ساعت ۱:۴۷ ۸ ژانویه هستم در، اداره جنگلداری و حفاظت از آتش کالیفرنیا گزارش داد که حریق به ۵۰۰ جریب فرنگی (۲۰۰ هکتار؛ ۰٫۷۸ مایل مربع؛ ۲٫۰ کیلومتر مربع) رسیده است. . تا ساعت ۹:۴۰ بعد از ظهر منطقه زمانی اقیانوس آرام آن شب، آتش هرست به ۸۵۵ جریب فرنگی (۳۴۶ هکتار؛ ۱٫۳۳۶ مایل مربع؛ ۳٫۴۶ کیلومتر مربع) افزایش یافته بود.

## آتش‌سوزی سانت‌ست

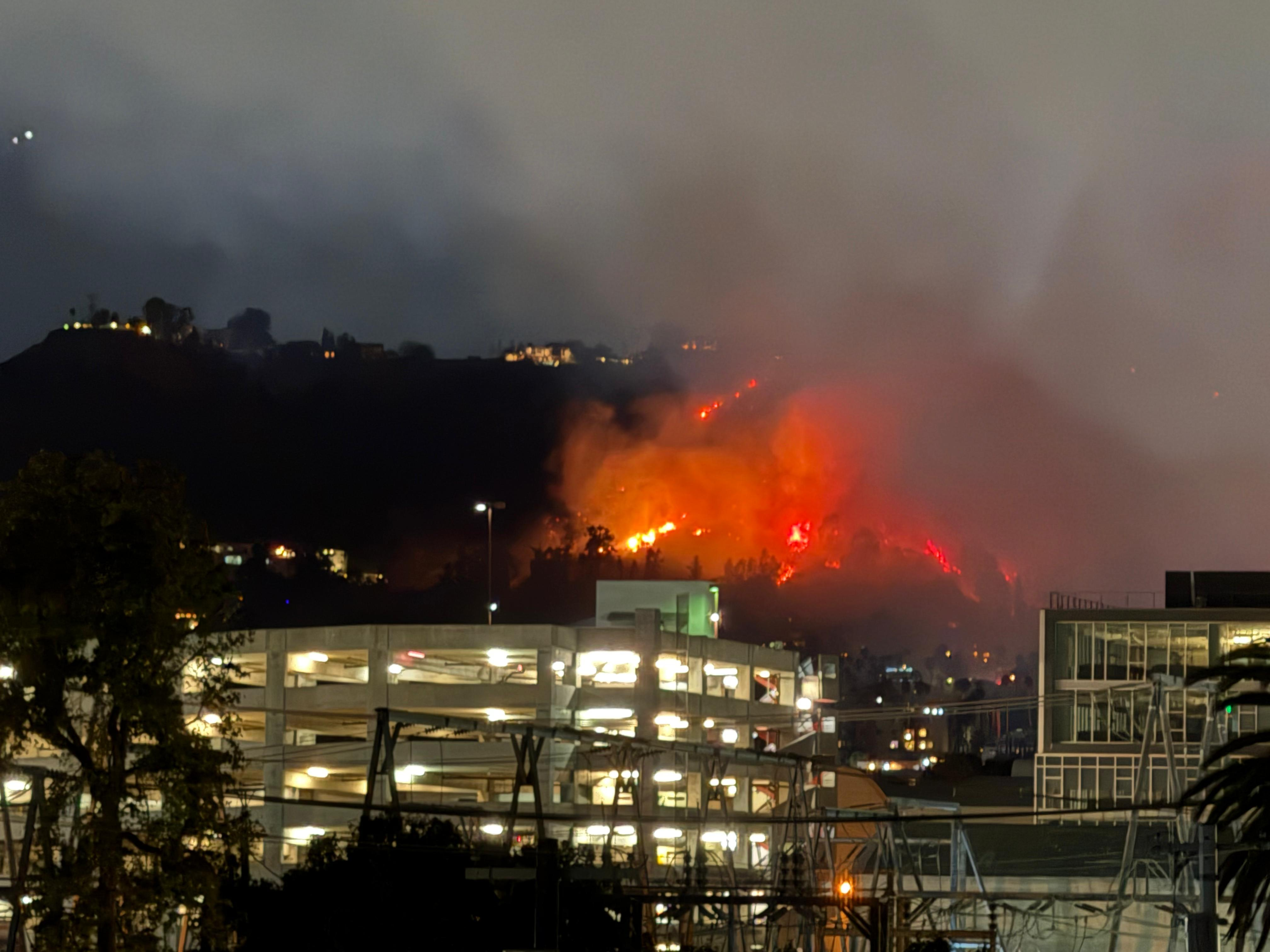
مشاهده آتش‌سوزی سانت‌ست از پشت‌بامی در وست هالیوود، کالیفرنیا

آتش‌سوزی سان‌ست در ساعت ۵:۳۹ بعد از ظهر ۸ ژانویه ۲۰۲۵ منطقه زمانی اقیانوس آرام در هالیوود هیلز در نزدیکی پارک رانیون کنیون آغاز شد، این آتش‌سوزی منجر به صدور دستور تخلیه منطقه هالیوود هیلز توسط مقامات شد که شامل ده‌ها هزار نفر بود. منطقه درج شده در دستور تخلیه با بلوار لورل کانیون (در غرب)، دکتر مولهالند (در شمال)، آزادراه ۱۰۱ (در شرق) و بلوار هالیوود (در جنوب) هم‌مرز بود. تا ساعت ۸:۲۱ بعد از ظهر منطقه زمانی اقیانوس آرام، آتش به ۵۰ جریب فرنگی (۲۰ هکتار؛ ۰٫۰۷۸ مایل مربع؛ ۰٫۲۰ کیلومتر مربع). روز بعد، آتش به‌طور کامل مهار شد و دستور تخلیه لغو شد.
در طول آتش‌سوزی، این نگرانی وجود داشت که نشان هالیوود در خطر آسیب دیدن قرار دارد. در حالی که این تابلو در اثر آتش‌سوزی آسیبی ندیده بود، تصاویر و ویدئوهای جعلی تولید شده توسط هوش مصنوعی نشان می‌داد که تابلو و اطراف بلافاصله در شعله‌های آتش فرورفته است. این تصاویر در درجه اول در وب سایت X و دیگر سایت‌های رسانه‌های اجتماعی پخش شدند.

## تأثیر
از ۹ ژانویه، هفت مورد مرگ به علت آتش‌سوزی‌های جنگلی نسبت داده شد: دو مورد در آتش‌سوزی پلسیدس و پنج مورد در آتش ایتون. گزارش شده است که بیش از ۱۰۰ سازه تخریب شده است. چندین جراحات سوختگی گزارش شده است و یک آتش‌نشان ۲۵ ساله از ناحیه سر دچار جراحت شدید شده است.
حدود ۹ بعد از ظهر منطقه زمانی اقیانوس آرام، بسیاری از قربانیان سوختگی به سمت رستوران دوک ملیبو رفتند، جایی که تحت درمان پزشکی قرار گرفتند و به بیمارستان‌ها منتقل شدند.

## آسیب‌های سازه‌ای
آمار اتحاد آتش‌سوزی نشان می‌دهد که آتش‌سوزی پلسیدس به تنهایی مخرب‌ترین آتش‌سوزی در منطقه لس‌آنجلس بوده است، با حداقل ۱۰۰۰ سازه ویران شده، که از en:Sayre Fire که ۶۰۴ ساختمان را در سال ۲۰۰۸ ویران کرد و آتش‌سوزی Bel Air که نزدیک به ۵۰۰ خانه را ویران کرد پیشی گرفت. ۱۹۶۱.
Reel Inn، یک رستوران غذاهای دریایی ۳۶ ساله، توسط صاحبان آن تأیید شد که در آتش‌سوزی پلسیدس نابود شده است. پس از اینکه آتش‌سوزی در حدود ساعت ۴ به محل رسید، دبیرستان چارتر پلسیدس در آتش سوخت. بعد از ظهر منطقه زمانی اقیانوس آرام. به دلیل اینکه برای تعطیلات زمستانی بیرون بود، هیچ‌کس در مدرسه نبود. پوشش گیاهی و درختان نزدیک ویلای گتی در آتش سوختند، بدون اینکه خسارت ساختاری تا ساعت ۵:۲۰ گزارش شود. بعد از ظهر منطقه زمانی اقیانوس آرام. آتش به مدرسه ابتدایی Palisades Charter نیز سرایت کرد. چندین ملک ساحلی در ملیبو در اثر آتش‌سوزی ویران شد. ده‌ها خودروی رها شده در بزرگراه‌ها در حین تخلیه به‌طور کامل سوختند و بولدوزرها مجبور شدند چندین خودرو را از مسیر خارج کنند تا آتش‌نشانان به مناطق در حال سوختن دسترسی پیدا کنند. آتش ایتون معبد و مرکز یهودی پاسادنا را ویران کرد. جاناتان ویگلیوتی، خبرنگار سی‌بی‌اس نیوز گزارش داد که «بیشتر همه چیز» در مرکز شهر پاسیفیک پالیسیدز به غیر از مرکز خرید محلی از بین رفته است و خسارت را «فراتر از درک» توصیف کرد. وی همچنین گزارش داد که اخگرهای آتش‌سوزی‌های موجود در اثر طوفان شدید باد «بیش از یک مایل» منفجر شده و آتش‌سوزی نقطه‌ای ایجاد می‌کند. سطل خوراک ملیبو و خانه نمایش پیرسون Theatre Palisades در آتش‌سوزی پلسیدس نابود شدند.

## خانه‌های افراد سلبریتی
خانه‌های چندین سلبریتی از جمله خانه‌های مندی مور، کری الویس، یوجین لوی، بیلی کریستال، پاریس هیلتون، آدام برودی، لیتون میستر، آنتونی هاپکینز، جان گودمن و جیمز وودز در آتش‌سوزی‌های جنگلی سوختند. خانه تاریخی و مزرعه طنزپرداز ویل راجرز نیز ویران شد.

## تأثیر اقتصادی
بر اساس برآوردهای جی‌پی مورگان که در ۹ ژانویه منتشر شد، پیش‌بینی می‌شود خسارت بیمه‌شده ناشی از آتش‌سوزی بیش از ۲۰ میلیارد دلار باشد که رکورد جدیدی برای خسارت‌های بیمه‌ای مرتبط با آتش‌سوزی در تاریخ ایالات متحده خواهد بود. این رقم به‌طور قابل توجهی از رکورد قبلی ۱۲٫۵ میلیارد دلار خسارت بیمه شده که توسط کمپ فایر سال ۲۰۱۸ ثبت شده بود، فراتر خواهد رفت، همان‌طور که توسط ای‌اوان مستند شده است. مجموع زیان اقتصادی ۵۰ میلیارد دلاری توسط JPMorgan پیش‌بینی شده بود که اکیوودر پیش‌بینی کرد که می‌تواند به ۵۷ میلیارد دلار افزایش یابد. جی پی مورگان خاطرنشان کرد که این ارقام ممکن است به دلیل ادامه گسترش آتش‌سوزی و عدم مهار بیشتر افزایش یابد.

## قطع برق
تا شب ۷ ژانویه، نزدیک به ۵۰٬۰۰۰ مشتری، ۲۸٬۳۰۰ نفر در بخش آب و برق لس‌آنجلس و ۲۱٬۶۹۹ نفر در کالیفرنیای جنوبی ادیسون دچار قطعی برق شدند. این تعداد فقط در منطقه شهری لس‌آنجلس تا حدود ساعت ۹:۳۰ به بیش از ۲۰۰٬۰۰۰ افزایش یافت. بعد از ظهر منطقه زمانی اقیانوس آرام، با قطعی گزارش شده در لس‌آنجلس، گلندیل، پاسادنا و بربنک. در ۸ ژانویه، قطع برق در منطقه متروی لس‌آنجلس به نزدیک به ۴۰۰٬۰۰۰ رسید.

## کیفیت هوا
بادها دود آتش‌سوزی جنگلی را در سراسر لس‌آنجلس پخش کردند که منجر به چندین قرائت شاخص کیفیت هوا «بسیار ناسالم» بیش از ۲۰۰ شد و PM2.5 ایستگاه هریسون ES به ۱۸۴٫۱ رسید. µg/m³، یا ۳۶٫۸ برابر مقدار دستورالعمل سالانه سازمان جهانی بهداشت. کیفیت هوا به ۵۶۹ کاهش یافت میکروگرم بر متر مکعب در منطقه، خطرناک‌ترین دسته را نشان می‌دهد و اجتناب از تمام فعالیت‌های خارج از منزل را ضروری می‌کند. ریه‌شناس دانشگاه UCLA Health می-لین ویلگوس انتظار داشت ساکنان لس‌آنجلس به دلیل دود غلیظ از سوزش چشم و سوزش رنج ببرند و از ساکنان مبتلا به بیماری‌های زمینه ای مانند COPD و آسم خواست از همه فعالیت‌های خارج از منزل خودداری کنند و در حین جریان هوا تمام درها و پنجره‌ها را ببندند. شرطی سازی. مارکیس هریس داوسون، رئیس شورای شهر لس آنجلس گزارش داد که دید در جنوب لس‌آنجلس به زیر یک بلوک رسیده است و از ساکنان خواست تا در صورت امکان از رانندگی خودداری کنند.

## تعطیلی مدارس
حداقل ۱۹ اتحادیه مدارس لس آنجلس تعطیلی مدارس را اعلام کردند. دانشگاه پپرداین دانشگاه‌های کالاباساس و ملیبو خود را تعطیل کرد. تمام مدارس در اتحادیه مدارس لس آنجلس برای ۹ ژانویه تعطیل شدند بر اثر شرایط آتش‌سوزی و تخریب دو مدرسه ابتدایی. بعداً در روز ۹ ژانویه، ناظر منطقه، آلبرتو ام. کاروالیو به رسانه‌ها اطلاع داد که مدارس در ۱۰ ژانویه تعطیل خواهند شد و «تا زمانی که شرایط بهبود نیابد، از سر نمی‌گیرند.»

## صنایع سرگرمی و ورزشی
به دلیل وزش باد شدید و خطر آتش‌سوزی، آمازون ام‌جی‌ام استودیوز و یونیورسال پیکچرز اولین نمایش هالیوودی فیلم مرد گرگ‌نما و توقف‌ناپذیر (فیلم ۲۰۲۴) را لغو کردند. یونیورسال استودیو، پارک موضوعی یونیورسال استودیوز هالیوود و یونیورسال-سیتی‌واک را تعطیل کرد. سی و یکمین دوره جوایز سالانه انجمن بازیگران سینما اعلامیه زنده نامزدهای خود را لغو کرد و در عوض فهرست را در یک بیانیه مطبوعاتی منتشر کرد. سی‌امین جوایز سالانه انتخاب منتقدان که قرار است در ۱۲ ژانویه در سانتا مونیکا برگزار شود، به ۲۶ ژانویه موکول شد.
چندین دفتر مرکزی سرگرمی هالیوود و مراکز تولید تعطیل شدند و تولید چندین نمایش و فیلم مانند آناتومی گری (مجموعه تلویزیونی), ان‌سی‌آی‌اس، NCIS: Origins , هک (مجموعه تلویزیونی), تد لاسو، جیمی کیمل لایو! به تعویق افتاد، After Midnight, فال‌آوت (مجموعه تلویزیونی), On Call و آخرین شوگرل. مهلت رای‌گیری نامزدهای اسکار به دلیل آتش‌سوزی دو روز به تعویق افتاد.
لیگ ملی هاکی بازی ۸ ژانویه Crypto.com Arena در مرکز شهر لس‌آنجلس بین لس‌آنجلس کینگز و کلگری فلیمس را به دلیل آتش‌سوزی‌های جنگلی را به تعویق انداخت. لیگ ملی فوتبال در ژانویه اعلام شد ۹ که در برنامه‌ریزی شده ۱۳ ژانویه بازی حذفی بین لس آنجلس رمز و مینه‌سوتا وایکینگز در استادیوم SoFi در اینگلوود تا ورزشگاه دانشگاه فینکس در گلندیل، آریزونا در نتیجه آتش‌سوزی جابجا می‌شود. اتحادیه ملی بسکتبال بازی ۹ ژانویه بین لس‌آنجلس لیکرز و شارلوت هورنتس را به تعویق انداخت.

## خسارت باد
گزارش شده است که صدها درخت به دلیل وزش باد شدید در طول طوفان همراه با آن سقوط کرده‌اند. تقریباً ده دستگاه نیمه کامیون در بخشی از مسیر ۲۱۰ نزدیک به فونتانا منفجر شدند. پروازهای متعدد در فرودگاه هالیوود بربانک به دلیل وزش باد شدید با تأخیر یا لغو شد.

## حمل و نقل
مترو لس‌آنجلس جمع‌آوری کرایه‌ها را در ژانویه به حالت تعلیق درآورد ۸ به دلیل قطع برق متناوب که خرید و بارگیری کارت کرایه را برای کاربران دشوار می‌کرد. برخی از خطوط اتوبوسرانی لس‌آنجلس به حالت تعلیق درآمدند و برخی از آنها به دلیل باد و خسارت آتش‌سوزی به شهر منحرف شدند.

## تأمین آب
اگرچه سه مخزن آب در منطقه پاسیفیک پالیسیدس به ظرفیت حدود ۱ میلیون گالون آمریکایی (۳٬۸۰۰ متر مکعب) پر شده بود هر کدام، آن ذخایر تا اوایل صبح چهارشنبه تمام شد. ده‌ها شیر آتش‌نشانی در پاسیفیک پالیسیدز توسط پرسنل آتش‌نشانی گزارش شده است که در طول تلاش‌های اولیه اطفای حریق برای کنترل آتش پالیزید، جریان آب کمی دارند یا اصلاً وجود ندارد. جنیس کوینینز، مدیر اجرایی دپارتمان آب و برق لس‌آنجلس، گزارش داد که تمام شیرهای آتش‌نشانی در منطقه تا حدود ۳ ساعت «خشک شدند» در ژانویه منطقه زمانی اقیانوس آرام هستم ۸. تخلیه مخازن آب باعث بدتر شدن فشار در خطوط ورودی شهر برای انتقال آب به مناطق بالاتر شد و به دلیل خارج شدن از کنترل آتش، آتش‌نشانان قادر به رسیدن به ایستگاه‌های پمپ برای کمک به حمل و نقل نبودند. این وزارتخانه اعلام کرد که بادهای تند، مهار آتش را از هوا غیرممکن کرده است و فشار زیادی را بر سیستم شیر آتش‌نشانی وارد می‌کند. Quiñones گزارش داد که پاسخ به آتش‌سوزی باعث "تقاضای فوق العاده برای سیستم [آب] ما شد، به طوری که "سیستم آب عمومی چهار برابر تقاضای معمول خود مواجه شد". تجهیزات اطفای حریق «سه بار در کمتر از ۲۴ ساعت تخلیه شد». سازمان آتش‌نشانی مجبور شد ۷۵ فوت مکعب (۲٬۱۰۰ لیتر) اضافه کند در هر ثانیه روی خطوط آب آن به منظور حفظ فشار کافی آب. آتش‌نشانان برای انتقال مخازن آب به مناطقی که به آن‌ها نیاز داشتند، پرسنل ساختمانی را تفویض کردند. مارک پسترلا، مدیر کارهای عمومی شهرستان لس‌آنجلس، درخواست کرد که ساکنان تخلیه کننده خطوط آب و گاز خود را خاموش کنند تا آب بیشتری به تلاش‌های آتش‌نشانی برسد. گزارش شده است که آتش‌نشانان شروع به استفاده از استخرها برای آب کرده‌اند.
اداره آب و برق پاسادنا در ژانویه یک هشدار آب صادر کرد ۸ به دلیل آوار و کدورت بالا در منبع آب.

## غارت کردن
چندین گزارش از غارت خانه‌های تخلیه شده توسط نوجوانان و جوانان در میان هرج و مرج منتشر شده است. تا ۹ ژانویه، حداقل ۲۰ نفر به دلیل غارت دستگیر شده بودند، هرچند جزئیاتی منتشر نشد. مقامات این غارت را محکوم کردند.

## پاسخ‌گویی
سازمان آتش‌نشانی شهرستان لس‌آنجلس درخواست‌های فوری برای آتش‌نشانان از شهرستان‌های ونتورا، اورنج، سن لوییز اوبیسپو و سانتا باربارا برای کمک به تلاش‌های اطفای حریق صادر کرد. رئیس آنتونی مارونه گفت که ۲۹ اداره آتش‌نشانی این شهرستان فاقد پرسنل کافی برای مبارزه با آتش‌سوزی‌های جنگلی هستند. اداره اصلاحات و توانبخشی کالیفرنیا (CDCR) 395 آتش‌نشان زندانی را با ۲۹ خدمه برای کمک به مبارزه با آتش‌سوزی مستقر کرد. این افراد از طریق برنامه اردوگاه حفاظتی کالیفرنیا آموزش دیدند و در کنار آتش‌نشانان حرفه ای کار کردند.
تشدید وزش باد در ساعت ۷ بعد از ظهر منطقه زمانی اقیانوس آرام در ژانویه ۷ منجر به زمینگیر شدن دسته‌جمعی هواپیماهای آتش‌نشانی شد. تغییرات ناگهانی جهت باد مناطق مختلف را در معرض خطر قرار می‌دهد و آتش‌نشانی را پیچیده می‌کند.
پناهگاه‌های تخلیه برای حیوانات تعیین شد: ورزشگاه رز بول در پاسادنا برای حیوانات بزرگ، انجمن انسانی پاسادنا برای حیوانات کوچک.
در ظهر ۸ ژانویه در، گوین نیوسام، فرماندار کالیفرنیا، گارد ملی کالیفرنیا را مستقر کرد. جو بایدن رئیس‌جمهور ایالات متحده به وزارت دفاع دستور داد تا پرسنل و تجهیزات آتش‌نشانی را فراهم کند. هلیکوپترهای نیروی دریایی ایالات متحده از سن دیگو فرستاده شدند و گارد ملی نوادا و خدمات جنگلداری ایالات متحده ماشین‌های آتش‌نشانی فرستادند.
در یک کنفرانس مطبوعاتی بعد از ظهر، مارونه گفت که آتش‌نشانان از ایالت‌های دیگر وارد می‌شوند: ۶۰ تیم از اورگان، ۴۵ تیم از ایالت واشینگتن، ۱۵ تیم از یوتا، ۱۰ تیم از نیومکزیکو و مقدار نامشخصی از آریزونا.
یک هواپیمای بدون سرنشین که به‌طور غیرقانونی در حریم هوایی محدود فعالیت می‌کرد با یک هواپیمای آتش‌نشانی که برای مهار آتش پالیزادس کار می‌کرد برخورد کرد و هواپیما مجبور به فرود شد. این برخورد توسط مقامات آتش‌نشانی به اداره هوانوردی فدرال (FAA) گزارش شد و در نتیجه FAA تحقیقاتی را دنبال کرد و «اقدامات اجرایی سریع» را علیه اپراتور (های) پهپاد در نظر گرفت. رندی مور، رئیس خدمات جنگلداری ایالات متحده گزارش داد که چندین پهپاد خصوصی که در حریم هوایی غیرمجاز پرواز می‌کنند، در تلاش‌های اطفای حریق دخالت کرده و خدمه آتش‌نشانی را به خطر می‌اندازند.
پس از چندین دستگیری غارت‌آمیز، اداره کلانتر شهرستان لس‌آنجلس کار را برای اجرای مقررات منع رفت‌وآمد از ساعت ۶ بعد از ظهر تا ۶ صبح آغاز کرد که قرار بود از شب ۹ ژانویه آغاز شود.

## واکنش‌ها
- تریسی پارک، عضو شورای لس‌آنجلس، اظهار داشت که آتش‌سوزی‌های جنگلی «یک خسارت ویرانگر برای تمام لس‌آنجلس» بود.[۶۶] رابرت جی لونا، کلانتر شهرستان لس‌آنجلس، تلاش‌های غارت‌کننده در میان آتش‌سوزی‌های جنگلی را محکوم کرد و هشدار داد که هرکسی از آتش برای سرقت در مناطق آسیب‌دیده سوء استفاده کند که: «... تو گرفتار می‌شوی، خواهی گرفت. دستگیر شد، و شما تحت پیگرد قانونی قرار خواهید گرفت».[۱۱۲]
- فرماندار کالیفرنیا گوین نیوسام از ساکنان خواست تا دستورهای تخلیه را دنبال کنند و پس از تماس با جو بایدن با رئیس‌جمهور جو بایدن برای دریافت کمک‌های آتش‌نشانی فدرال با "بدون سیاست، بدون دست خط، به دولت ترامپ گفت که "من اینجا نیستم تا سیاست بازی کنم." بدون بوسیدن پاها."[۶۶] بیش از ۱۷۹۰۰۰ نفر تحت دستور تخلیه قرار گرفته‌اند.[۱۱۳] او بعداً سفر خود به واشینگتن دی سی را لغو کرد، جایی که قصد داشت در مراسم یادبود جیمی کارتر شرکت کند.
- رئیس‌جمهور جو بایدن سفر خود به ایتالیا را به منظور تمرکز بر ردیابی آتش‌سوزی‌های جنگلی در سراسر منطقه لس‌آنجلس لغو کرد.[۱۱۴][۱۱۵] او همچنین هرگونه کمک فدرال مورد نیاز برای سرکوب آتش پالیسیدز را ارائه کرد. علاوه بر این، کامالا هریس، معاون رئیس‌جمهور از مردم خواست تا به راهنمایی‌های مقامات محلی توجه کنند.[۱۱۶]
- رئیس جمعیت هلال احمر جمهوری اسلامی ایران با ارسال پیامی به رئیس صلیب سرخ آمریکا، ضمن ابراز همدردی با خانواده جان‌باختگان و حادثه‌دیدگان در آتش‌سوزی گسترده در لس‌آنجلس، برای ارسال کمک‌های بشردوستانه به این کشور اعلام آمادگی کرد.[۱۱۷][۱۱۸]

## نقد
کاربران محلی رسانه‌های اجتماعی از مقامات شهر لس‌آنجلس و وزارت آب و برق (DWP) به دلیل عدم تأمین آب کافی و جریان آب در سراسر شهر انتقاد کردند. ریک کروسو، توسعه‌دهنده املاک و مستغلات و نایب قهرمان انتخابات شهردار لس‌آنجلس در سال ۲۰۲۲، از شهردار باس و زیرساخت‌های ناکافی آتش‌نشانی لس‌آنجلس انتقاد کرد و خاطرنشان کرد که چندین آتش‌نشان قادر به انجام کاری در مورد منازل و مشاغل در حال سوختن در اطراف خود نیستند. حدود ۴۰ درصد از آب شهری لس‌آنجلس از پروژه‌های تحت کنترل ایالت متصل به شمال کالیفرنیا تأمین می‌شود، و گزارش شده است که مخازن کالیفرنیای جنوبی در سطح بالاتر از حد متوسط قرار دارند که باعث انتقاد بیشتر Caruso نسبت به مقامات شده است.
غیبت کارن بس در سفر جو بایدن، رئیس‌جمهور جو بایدن به سانتا مونیکا برای ارزیابی خسارات آتش‌سوزی، انتقادهایی را به دنبال داشت، از جمله تامی ویتور، سخنگوی سابق دولت اوباما. در زمان وقوع آتش‌سوزی، باس به عنوان بخشی از هیئتی در غنا بود که در مراسم تحلیف رئیس‌جمهور جان ماهاما شرکت می‌کرد. صاحب لس آنجلس تایمز، پاتریک سون-شیونگ، از باس به خاطر کاهش ۱۷٫۶ میلیون دلاری از بودجه سالانه به بخش آتش‌نشانی انتقاد کرد و اشاره کرد که شرایط خطر آتش‌سوزی شدید از قبل به خوبی شناخته شده بود و شیرهای آتش‌نشانی در پاسیفیک پالیسیدز فاقد فشار بودند. هنگامی که یک خبرنگار از او پرسید، باس از پاسخ به این انتقاد خودداری کرد. باب بلومنفیلد، یکی از اعضای شورای شهر لس‌آنجلس، ادعا کرد که بودجه آتش‌نشانی در واقع بیش از ۵۰ دلار میلیون افزایش یافته است.

## اطلاعات غلط
تصاویر و ویدیوهای تولیدشده توسط هوش مصنوعی در مورد آتش‌سوزی‌های جنگلی در رسانه‌های اجتماعی پخش شده است و اطلاعات نادرست مردم را در مورد علل و اثرات آن به اطلاع عموم می‌رساند. بسیاری به دروغ نشان هالیوود را در آتش‌نشان دادند. یکی از آنها گروهی تصوری از افراد نقابدار را نشان داد، با عنوان «بقایای پالیسیدهای اقیانوس آرام امشب تمیز خواهند شد.»
برخی از مردم «تنوع» را در علت یا گسترش آتش‌سوزی‌ها مقصر می‌دانند، از جمله حمله به کریستین کراولی، رئیس اداره آتش‌نشانی لس‌بین‌ها. دونالد ترامپ فرماندار گوین نیوسام را به دلیل «قطعنامه اعلام آب» مقصر دانست و ایلان ماسک شهردار لس‌آنجلس را کارن بس به دلیل نگهداری ضعیف از مخازن آب مقصر دانست.
به گفته جنیس هان، سرپرست کانتی، در ۹ ژانویه، یک هشدار تخلیه به اشتباه به همه ساکنان شهرستان لس‌آنجلس ارسال شد."